# 825 до н. е.

## Події
Шошенк ІІІ, фараон ХХІІ (лівійської) династії в Єгипті, вів боротьбу за трон з Осорконом ІІІ.
Полідект, цар Спарти (разом з Доріссом).

### Астрономічні явища
- 13 квітня. Повне сонячне затемнення.[1]
- 6 жовтня. Кільцеподібне сонячне затемнення.[1]